# 普列謝耶沃湖國家公園

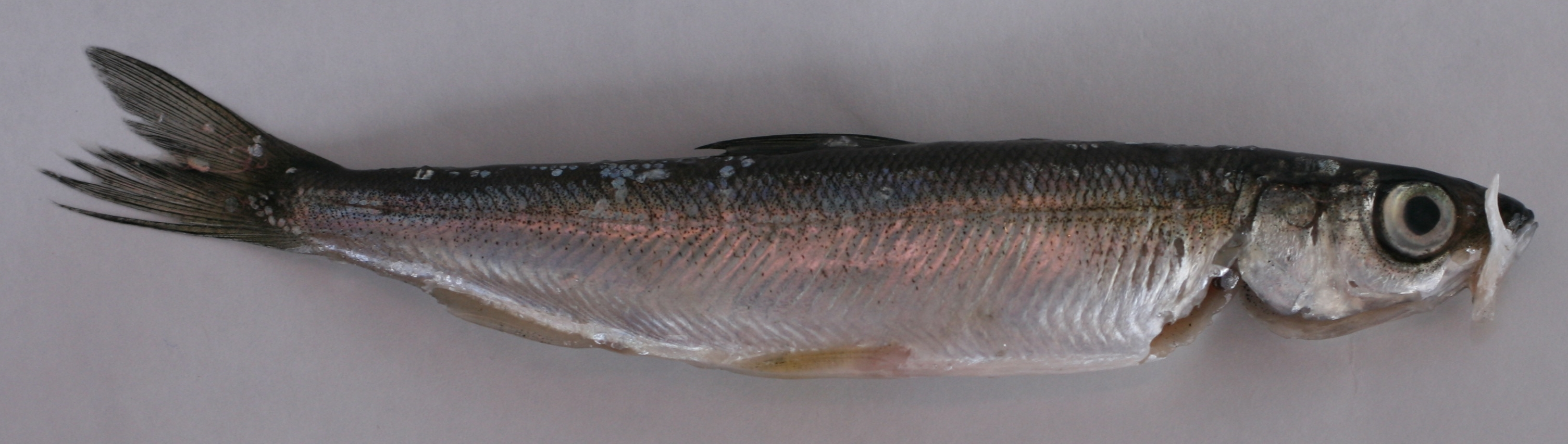

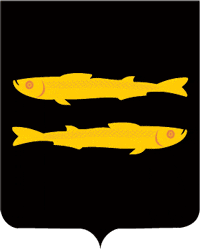

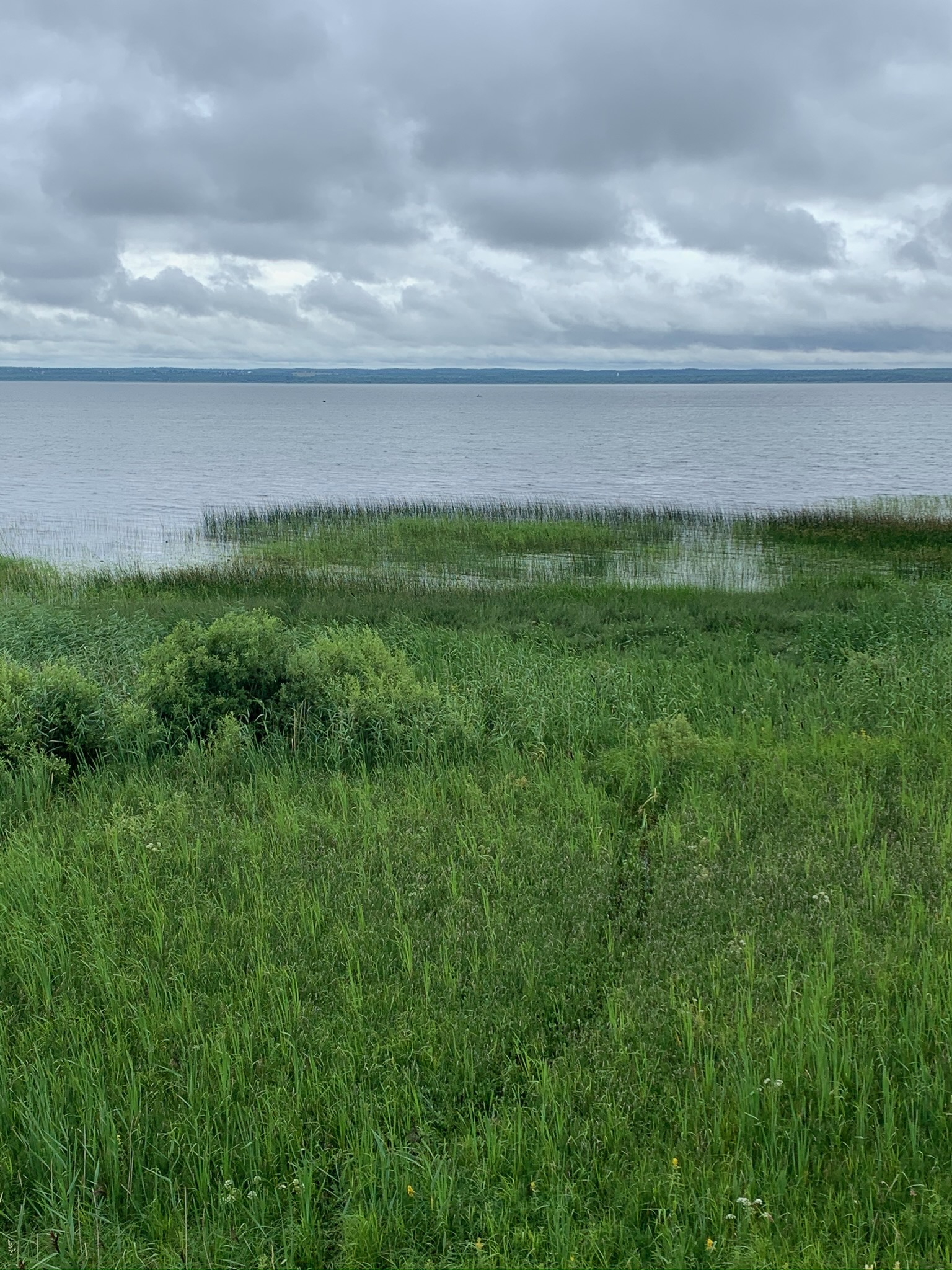

56°46′N 38°44′E / 56.767°N 38.733°E
普列謝耶沃湖國家公園（俄語：Национальный парк «Плещеево озеро»）是一座位於俄羅斯的國家公園，在該國西部雅羅斯拉夫爾州，成立於1997年12月，面積238平方公里，有19種魚類、210種鳥類、60種哺乳類動物棲息。